# Трновска Вас
Трновска Вас (словен. Trnovska vas) је насеље и управно средиште истоимене општине Трновска Вас, која припада Подравској регији у Републици Словенији.
По попису становништва из 2011. године, насеље Трновска Вас имало је 367 становника.